# مسجد قدیمی نصرآباد
مسجد قدیمی نصرآباد مربوط به دوره قاجار است و در شهرستان خواف، بخش سلامی، روستای نصرآباد واقع شده و این اثر در تاریخ ۲۲ مرداد ۱۳۸۴ با شمارهٔ ثبت ۱۳۲۰۲ به‌عنوان یکی از آثار ملی ایران به ثبت رسیده است.